# Сергеј Собјањин
Сергеј Семјонович Собјањин (рус. Серге́й Семёнович Собя́нин; Њаксимвол, 21. јун 1958) руски је политичар. Трећи и тренутни је градоначелник Москве, на дужности од 21. октобра 2010. Наследио је смењеног дугогодишњег градоначелника Јурија Лушкова.
Раније се налазио на функцијама градоначелника Когалима (1991—1993), гувернера Тјумењске области (2001—2005), руководиоца администрације председника Руске Федерације (2005—2008) и заменика председника Владе (2008—2010). Он је активни државни савjетник Руске Федерације 1. класе.
Собјањин је припадник народа Манси.